# Paul Appell
Pour les articles homonymes, voir Appell.
Paul Émile Appell, né le 27 septembre 1855 à Strasbourg et mort le 24 octobre 1930 à Paris 6e, est un mathématicien français.
Professeur puis doyen de la faculté des sciences de Paris, recteur de l‘Académie de Paris, président du conseil de la nouvelle université de Paris, il est membre de l'Académie des sciences.
Ses travaux mathématiques s'étendent à la géométrie projective, aux fonctions algébriques, aux équations différentielles, à l'analyse complexe.
Paul Appell est par ailleurs un scientifique engagé pour la justice, la promotion de la recherche et la solidarité nationale et internationale.
Scientifique engagé, il prend fait et cause pour Dreyfus en signant et promouvant le Manifeste des intellectuels de 1898, puis en intervenant à la révision du procès en 1906 ; pour la recherche en créant le fonds d'aide à la recherche scientifique, précurseur du CNRS, et en présidant la conférence française pour la propriété scientifique ; pour la solidarité en créant le Secours national ; pour l'internationalisation des facultés en créant la Cité internationale universitaire de Paris et en enseignant à Rome et à l'université Harvard ; pour la Société des Nations en présidant l'association française pour la Société des Nations.

## Biographie
Fils de teinturier, Paul Appell commence ses études au lycée de Strasbourg en même temps que Marie-Georges Picquart, futur protagoniste de l'Affaire Dreyfus et avec lequel il restera lié. Il poursuit ses études supérieures d'abord en classe de mathématiques spéciales au lycée de Nancy avec Henri Poincaré de 1872 à 1873, puis l'École normale supérieure et à la faculté des sciences de Paris de 1873 à 1877.
En 1873-74, il suit les cours de Joseph-Alfred Serret (calcul différentiel et intégral) et de Henri Sainte-Claire Deville (chimie), les conférences de Jean-Claude Bouquet (calcul différentiel et intégral) et de Louis Joseph Troost (chimie) et passe les examens correspondant pour les licences ès sciences mathématiques et physiques. En 1874-75, il suit les cours de Paul Desains et Jules Jamin (physique), Gaston Darboux (mécanique rationnelle), Urbain Le Verrier (astronomie), avec les conférences de Pierre-Auguste Bertin (de) (physique) et Charles Briot (mathématiques). Il obtient alors les licences ès sciences mathématiques et ès sciences physiques.
En 1875-76, il suit les conférences de préparation au concours d'agrégation de mathématiques de Jean-Claude Bouquet, Charles Briot et Gaston Darboux et est lauréat du concours en août 1876. Il soutient également au même moment une thèse pour le doctorat ès sciences mathématiques devant la faculté des sciences de Paris, « Sur la propriété des cubiques gauches et le mouvement hélicoïdal d'un corps solide », rédigée pendant sa convalescence d'une fièvre typhoïde. Il bénéficie alors d'une année supplémentaire à l’École normale supérieure, et suit les cours de Charles Briot (calcul des probabilités et physique mathématique) et de Charles Hermite (Analyse supérieure et algèbre supérieure) à la Faculté des sciences, et ceux de Joseph Bertrand et Maurice Lévy (physique mathématique) au Collège de France.

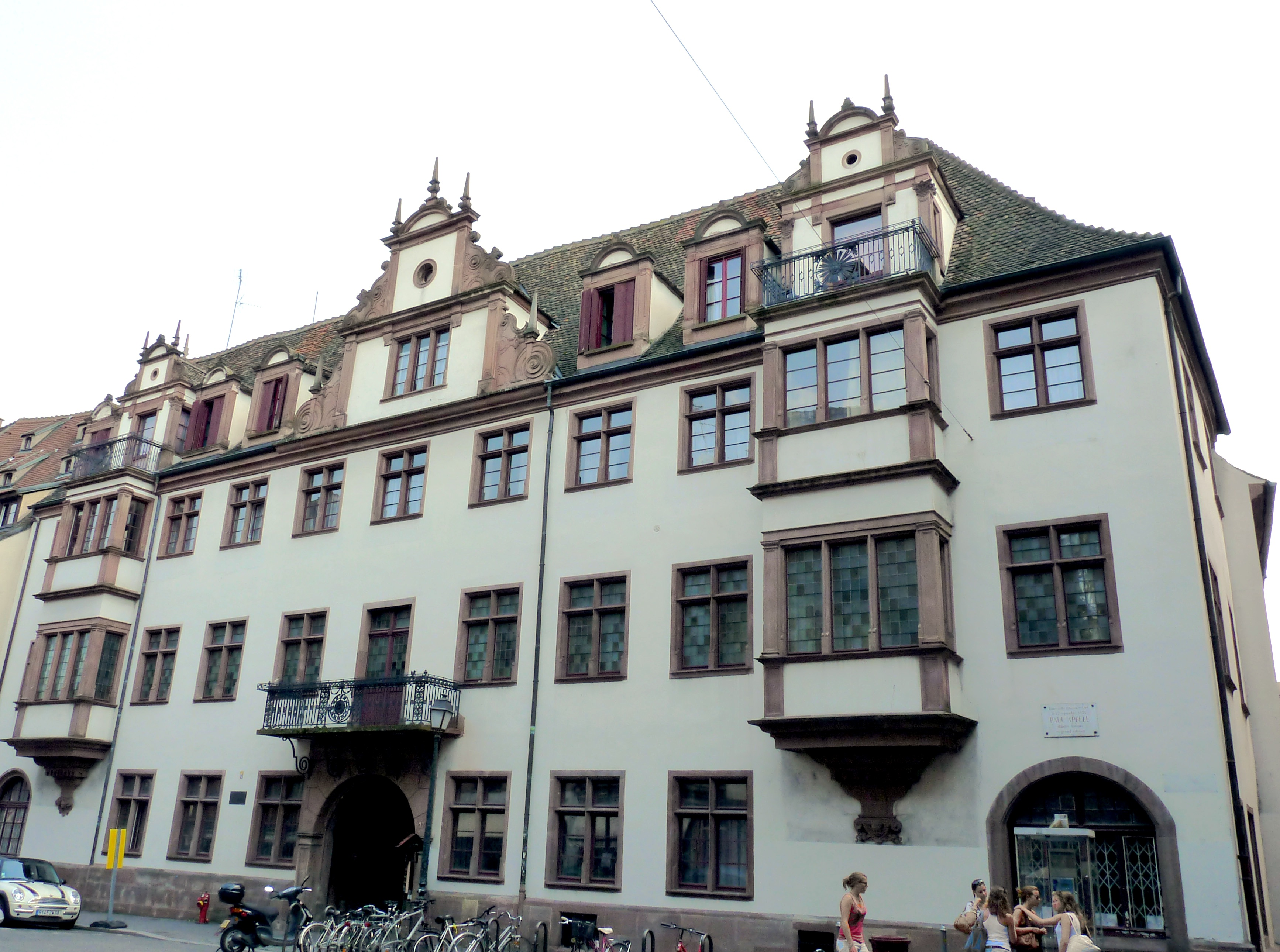
Maison natale à Strasbourg (Place Saint-Étienne).

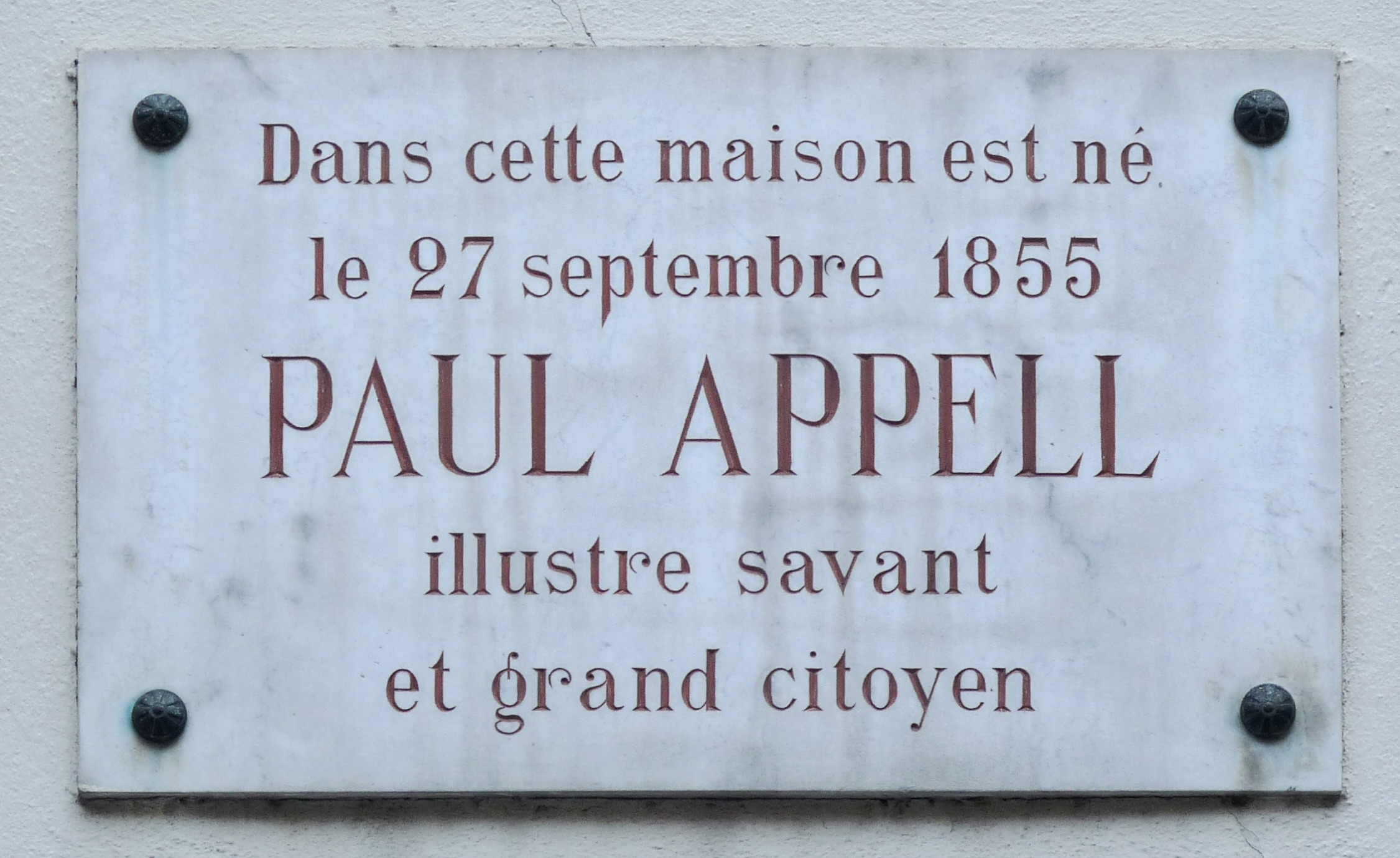
Plaque commémorative de sa maison natale.

L'année suivante (1877-1878), il devient répétiteur de l'École pratique des hautes études avec des appointements annuels de 1 800 francs. Il est chargé à la faculté des sciences des conférences d'analyse pour la licence auprès de Jean-Claude Bouquet, tandis qu'Émile Picard, également répétiteur, est chargé des conférences de mécanique. Ces conférences avaient lieu à raison de deux séances par semaine et comprenaient des interrogations sur le cours, la correction de devoirs et la résolution d'exercices au tableau par les étudiants.
À la rentrée 1878, sont créés les postes de maîtres de conférences dans les facultés des sciences et des lettres, Paul Appell obtient un poste en conservant les mêmes conférences qu'il faisait l'année précédente comme répétiteur de l'École pratique. Il est aussi envoyé par le ministère comme chargé de cours de mécanique rationnelle à la faculté des sciences de Dijon. À la rentrée 1881, après son mariage, il est suppléant de Charles Briot pour les conférences de mécanique et d'astronomie à l'École normale supérieure, puis lui succède. De 1881 à 1883 il est également chargé de conférences préparatoires à l'agrégation à la faculté des sciences, puis chargé du cours de mécanique rationnelle en remplacement de Tisserand.
En 1884, il est chargé de suppléer Jules Tannery dans les deux conférences de mathématiques de seconde année à l’École normale supérieure d'enseignement secondaire pour les jeunes filles. Il devient le 23 novembre 1885 professeur titulaire de la chaire de mécanique rationnelle de la faculté, puis le 1er novembre 1912 titulaire de la chaire de mécanique analytique et mécanique céleste. Il est de plus doyen de la faculté de 1903 à 1920 puis recteur de l'Académie de Paris et président du conseil de l'université de Paris, du 23 mars 1920 au 15 mai 1925. À partir de 1895 il est également professeur à l'École centrale des arts et manufactures.
Il est élu membre de l'Académie des sciences en 1892. Il fut également professeur extraordinaire à l'université de Rome, professeur à l'université Harvard, où il enseigne à Marston Morse, avec qui il partage la même passion et se lie amitié.
De 1919 à 1921, il est président de la Société astronomique de France.
Il travaille tout d'abord en géométrie projective dans la lignée de Chasles, puis sur les fonctions algébriques, les équations différentielles et l'analyse complexe.

### Vie privée
Il épouse Amélie Bertrand, fille d'Alexandre Bertrand (archéologue), cousine d'Émile Picard, nièce de Joseph Bertrand et de Charles Hermite. Ils ont quatre enfants :
- Marguerite Appell (1883-1969), écrivain, dite Camille Marbo en littérature, Prix Femina en 1913, présidente de la Société des gens de lettres, présidente du jury du prix Femina, qui épouse le mathématicien Émile Borel, directeur adjoint de l'École normale supérieure, professeur à la faculté des sciences de Paris, président de la Société internationale de statistique, député, ministre de la Marine, résistant, membre de l'Académie des sciences.
- Berthe, Claire, Germaine Appell (1885-1965), radiologue, chevalier de la Légion d'honneur[4], qui épouse Jacques Duclaux, biologiste et chimiste, professeur au Collège de France, membre de l'Académie des sciences.
- Pierre Appell (1887-1957), député, sous-secrétaire d'État aux travaux publics et au tourisme.
- Odile Amélie Jeanne Appell (1893-1980).

## Engagements

### Pour Dreyfus
Paul Appell est dreyfusard et compte parmi les premiers signataires du Manifeste des intellectuels publié par l’Aurore, le 14 janvier 1898, dès le lendemain de la publication de « J'accuse…! » ; son engagement précoce entraîne celui d'une partie de la communauté scientifique ; il intervient comme expert à la révision du procès en 1906.

### Pour la solidarité

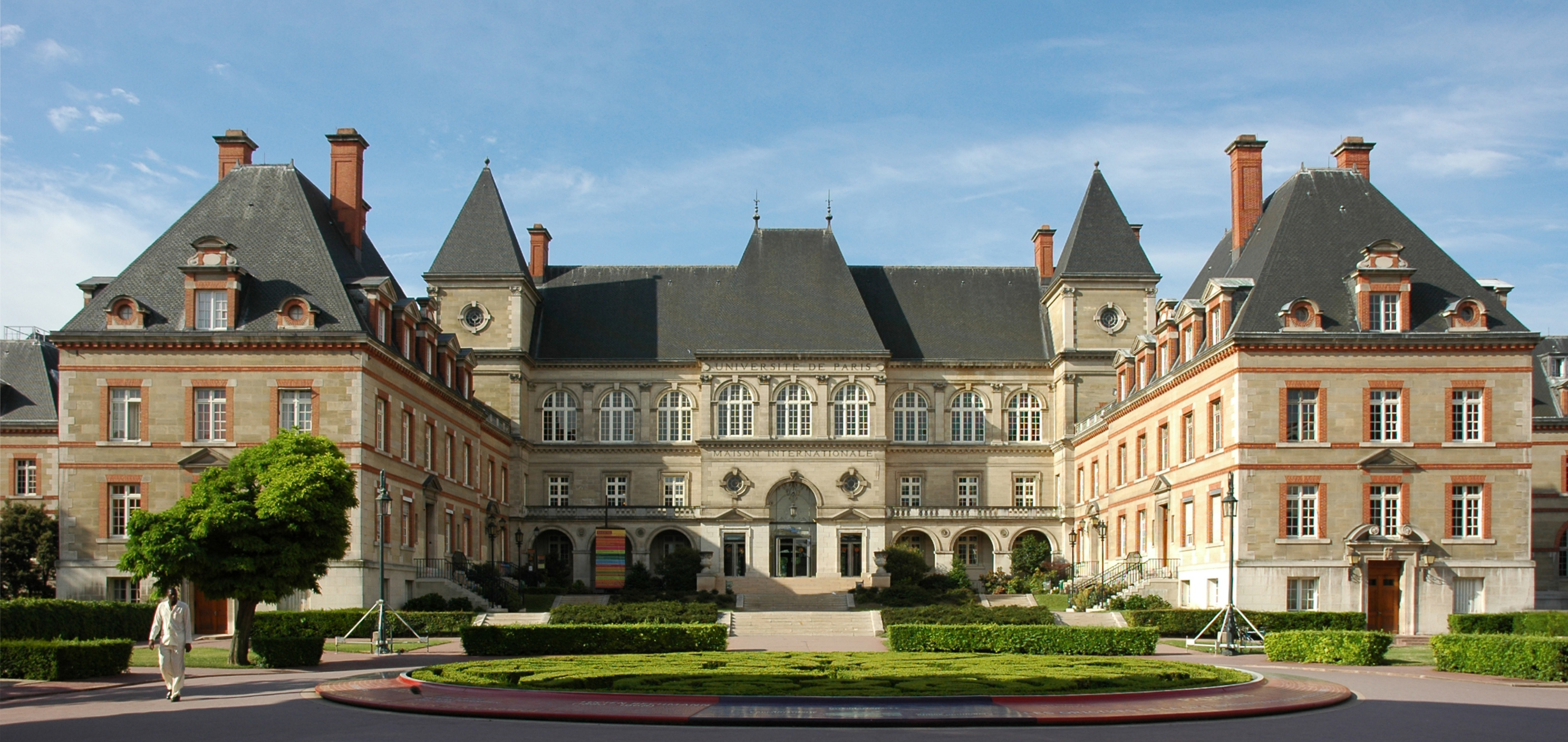
La Cité internationale universitaire de Paris fondée par Paul Appell.

Sur une idée d'Albert Kahn, il crée en 1914 le Secours national, dont la vocation est de « venir en aide aux femmes, aux enfants, aux vieillards, sans distinction d'opinions et de croyances religieuses », et en devient le premier président. Il fonde en 1920 la Cité internationale universitaire de Paris, inaugurée en 1925.

### Pour la recherche et l'internationalisation

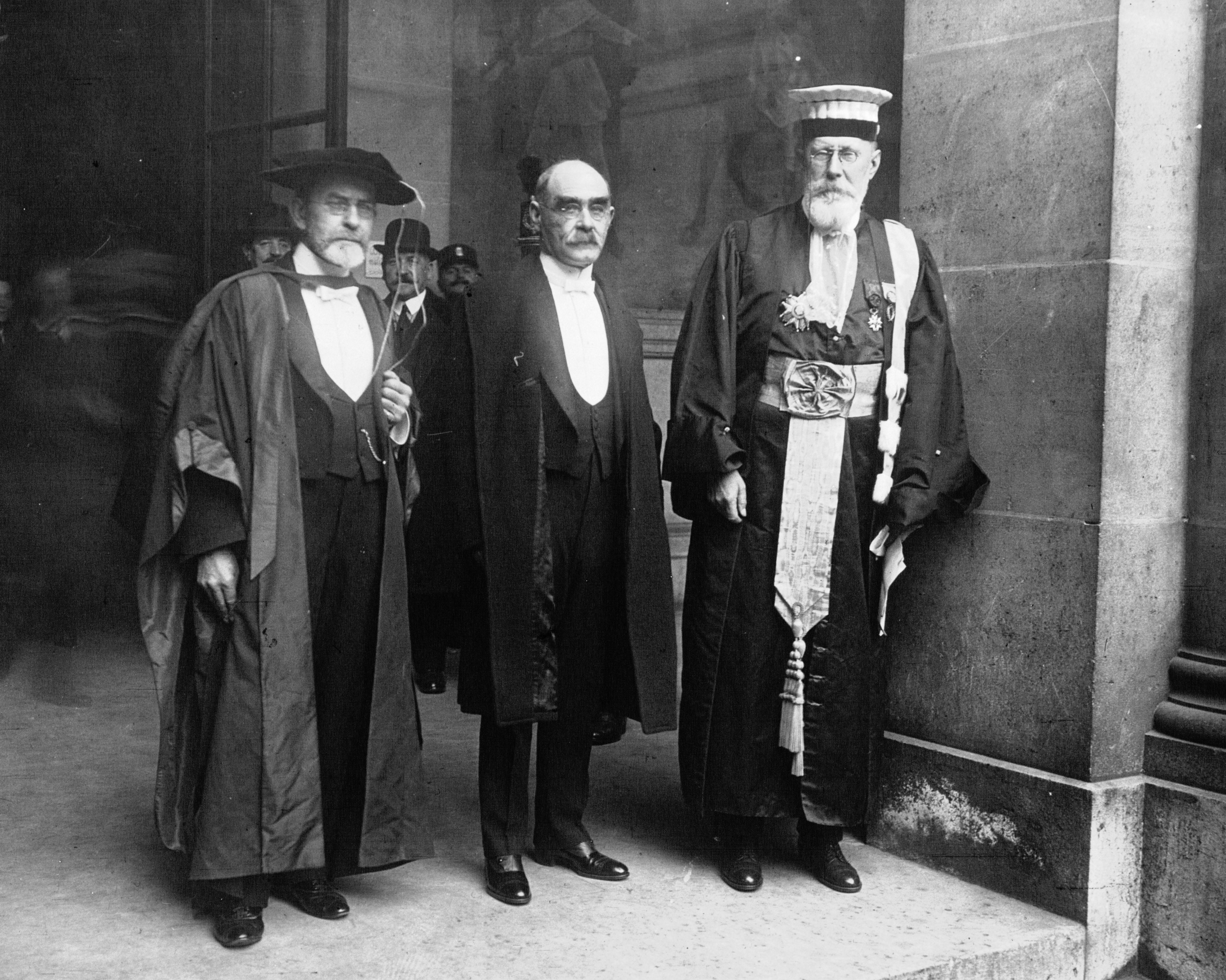
Paul Appell, à droite, recevant James George Frazer et Rudyard Kipling à la Sorbonne en 1921.

Paul Appell est par ailleurs président de la Société mathématique de France en 1885 et 1923.
En 1908 il préside à Clermont-Ferrand le Congrès pour l'avancement scientifique.
Il crée également le fonds d'aide à la recherche scientifique qui ouvre la voie au CNRS, et préside en 1921 la conférence française pour la propriété scientifique.

## Titres et distinctions
Il est président de l'association française pour la Société des Nations. Paul Appell est grand-croix de la Légion d'honneur. Il est également médaillé de l'ordre de l'Aigle blanc (Serbie).

## Hommages

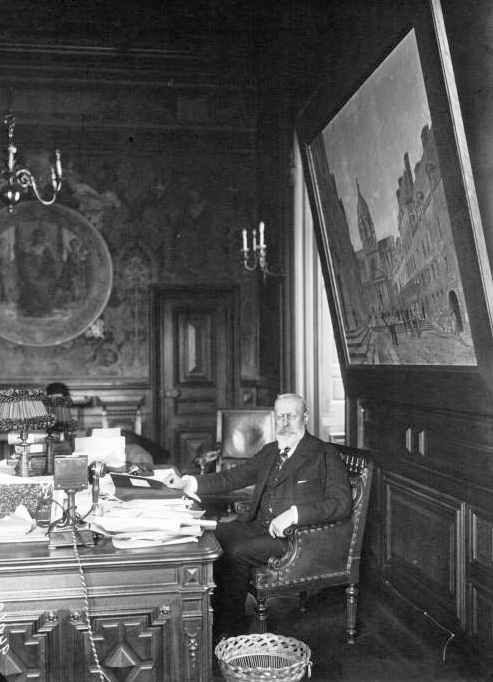
À son bureau de recteur.

- Au sein de la Fondation de France, la Fondation Ars Cuttoli - Paul Appell soutient la recherche scientifique.
- Une avenue du 14e arrondissement de Paris porte son nom.
- Un astéroïde (988) Appella porte son nom.
- Une résidence étudiante et un restaurant universitaire à Strasbourg porte son nom.

## Œuvres et publications
- Sur les propriétés des cubiques gauches et le mouvement hélicoïdal d'un corps solide. Suivi de Propositions données par la faculté, Paris, Gauthier-Villars, 1876 (présentation en ligne, lire en ligne).
- « Sur une classe de polynômes », Annales scientifiques de l'École Normale Supérieure, 2e série, vol. 9,‎ 1880, p. 119-144 (lire en ligne)
- « Sur les lois de forces centrales faisant décrire à leur point d'application une conique quelles que soient les conditions initiales », Amer. J. Math., 2e série, vol. 13,‎ 1891, p. 153-158 (lire en ligne).
- Leçons sur l'attraction et la fonction potentielle, professées a la Sorbonne en 1890-1891 : [rédigées par M. Charliat] (lire en ligne).
- Principes de la théorie des fonctions elliptiques et applications, Paris, Gauthier-Villar, 1897 (lire en ligne sur Gallica).
- Les mouvements de roulement en dynamique : avec deux notes de M. Hadamard, Paris, coll. « Bibliothèque nationale de France », 1899 (lire en ligne sur Gallica).
- « L'enseignement supérieur des sciences », Revue générale des sciences pures et appliquées, vol. 1904 (T15),‎ 1904, p. 287-299 (ISSN 0370-5196, BNF 34378404, lire en ligne sur Gallica).
- Éléments d'analyse mathématique à l'usage des ingénieurs et des physiciens, [cours professé à l'École centrale des arts et manufactures], Paris, Gauthier-Villars, 1921 (lire en ligne).
- Éléments de la théorie des vecteurs et de la géométrie analytique : avec 57 figures dans le texte, Payot, 1921 (lire en ligne sur Gallica).
- Éducation et enseignement : notices et discours, Paris, Félix Alcan, coll. «Nouvelle collection scientifique», 1922.
- Sur une forme générale des équations de la dynamique, Paris, Gauthier-Villars, 1925 (lire en ligne sur Gallica).
- Notice sur les travaux scientifiques, vol. 45, Acta Mathematica, 1925 (lire en ligne), p. 161-285.
- Le problème géométrique des déblais et remblais, Paris, Gauthier-Villars, 1928 (lire en ligne sur Gallica).
- Sur la décomposition d'une fonction méromorphe en éléments simples, Paris, Gauthier-Villars, 1929 (lire en ligne sur Gallica).
- Œuvres numérisées de Paul Appell dans le site Internet Archive.
- Œuvres numérisées de Paul Appell dans le site Europeana.

### En collaboration
- avec Édouard Goursat : Théorie des fonctions algébriques et de leurs intégrales, Gauthier-Villars, 1895 (lire en ligne sur Gallica).
- avec Émile Lacour : Principes de la théorie des fonctions elliptiques et applications, Paris, Gauthier-Villars, 1897.
- avec deux notes de Jacques Hadamard : Les mouvements de roulement en dynamique, Évreux, C. Hérissey, 1899 (lire en ligne sur Gallica).
- avec Joseph Kampé de Fériet : Fonctions hypergéometriques et hypersphériques. Polynômes d'Hermite, Paris, Gauthier-Villars, 1926 (lire en ligne).
- avec Alexandre Véronnet : Traité de mécanique rationnelle.
  - Traité de mécanique rationnelle, t. 1 : Statique. Dynamique du point, Paris, Gauthier-Villars, 1893 (lire en ligne) Texte disponible en ligne sur IRIS.
  - Traité de mécanique rationnelle, t. 2 : Dynamique des systèmes. Mécanique analytique, Paris, Gauthier-Villars, 1904, 2e éd. (lire en ligne).
  - Traité de mécanique rationnelle, t. 3 : Equilibre et mouvement des milieux continus, Paris, Gauthier-Villars, 1921, 3e éd. (lire en ligne sur Gallica).
  - Traité de mécanique rationnelle, t. 4-1 : Figures d'équilibre d'une masse liquide homogène en rotation, Paris, Gauthier-Villars, 1921, 3e éd. (lire en ligne sur Gallica).
  - Traité de mécanique rationnelle, t. 4-2 : Figures d'équilibre d'une masse liquide homogène en rotation, Paris, Gauthier-Villars, 1937, 2e éd. (lire en ligne sur Gallica).
  - Traité de mécanique rationnelle, t. 5 : Éléments de calcul tensoriel, Paris, Gauthier-Villars, 1955, 2e éd. (lire en ligne sur Gallica).

### Autobiographie
- Paul Appell, Souvenirs d'un Alsacien : 1858-1922, Payot, 1923, 317 p., in-16 (OCLC 763263232, lire en ligne sur Gallica).

## Liens